# Aasu (Estonia)
Aasu è un villaggio di 25 abitanti della contea di Lääne-Virumaa, in Estonia.